# Bachia didactyla
Bachia didactyla là một loài thằn lằn trong họ Gymnophthalmidae. Loài này được De Freitas, Strüssmann, De Carvalho, Kawashita-Ribeiro & Mott mô tả khoa học đầu tiên năm 2011.